# 野寺英男
野寺 英男（のでら ひでお、1939年2月20日 - ）は、元競輪選手。日本競輪学校第13期生で、同期には高原永伍、平間誠記、松川周次郎らがいる。登録番号6820。

## 来歴
当初は日本競輪選手会東京支部に在籍していたが、ホームバンクとしていた後楽園競輪場の事実上の廃止を受け、後に同会茨城支部に転籍した。なお、後に北村健（競輪学校第14期生）のいとこで、女子競輪選手だった北村典子と結婚した。
孫のひとりはバスケットボール女子日本代表選手の谷村里佳、甥に競輪選手の小林秀章、勅使河原登。
1959年6月27日、門司競輪場でデビューし2着。
1965年、全日本新鋭王戦（小倉競輪場）で優勝。
1999年4月9日選手登録削除。通算戦績3328戦612勝。